# SolarCity
SolarCity Corporation је била јавна компанија са седиштем у Фримонту, Калифорнији која је продавала и инсталирала системе за производњу соларне енергије, као и друге сродне производе и услуге стамбеним, комерцијалним и индустријским купцима. Компанију су 4. јула 2006. основали Питер и Линдон Рајв, рођаци директора Тесле (Tesla, Inc.) Илона Маска. Тесла је купила SolarCity 2016. по цени од приближно 2,6 милијарди долара и реорганизовао своје соларно пословање у Tesla Energy.
SolarCity се у великој мери фокусирао на продају изнајмљених система од врата до врата, где купци не би плаћали унапред трошкове, али су пристали да купују енергију коју производе ти панели од компаније током 20 година. Пословни модел је постао најпопуларнији у САД и учинио је компанију највећим инсталатером соларне енергије у стамбеним зградама, али је SolarCity-ју дао преко 1,5 милијарди долара дуга до тренутка аквизиције 2016. године и критиковали су га заговорници потрошача и владини регулатори.
Пре куповине од стране Тесле, две компаније су имале блиске односе. SolarCity је понудио бесплатно пуњење власницима Тесла Роадстера на својим станицама за пуњење, SolarCity је постао један од првих инсталатера Теслиних Powerall кућних батерија за складиштење енергије, а Илон Маск је био председник компаније SolarCity.

### Историја
SolarCity су 2006. године основали браћа Питер и Линдон Рајв, на основу предлога за концепт соларне компаније њиховог рођака Илона Маска, који је био председник и помогао у покретању компаније. До 2009. године, соларни панели које је инсталирао били су способни да генеришу 440 мегавата (MW) енергије.
Компанија је 2011. године започела своју експанзију на источну обалу аквизицијом соларног одељења Clean Currents и groSolar. Након аквизиције, SolarCity је проширио пословање на источној обали и отворио огранке у Конектикату, Пенсилванији, Јужној Каролини, Флориди, Вермонту и Њу Хемпширу.
Године 2013. SolarCity је био водећи инсталатер соларне енергије у стамбеним зградама у САД и Solar Power World магазин га је навео као другу укупну компанију за соларне инсталације у САД. Године 2013. SolarCity је купио Paramaunt Solar од Paramount Equity за 120 милиона долара. До 2015. године, његови инсталирани панели су били у стању да генеришу 870 МВ соларне енергије и чинили су приближно 28% не-комуналних соларних инсталација у САД те године.
У октобру 2014. године, SolarCity је најавио да ће понудити до 200 милиона долара у соларним обвезницама и да ће покренути нову интернет страницу која ће омогућити куповину обвезница; ово је била прва регистрована јавна понуда таквих обвезница у Сједињеним Државама. У марту 2016. Спејс Екс је купио деонице SolarCity-а за 90 милиона долара.
Крајем 2015. године, SolarCity се повукао из продаје и инсталације соларне енергије у Невади, након одлуке државне Комисије за јавне услуге да подигне месечну накнаду за соларне кориснике на крову и прогресивно смањи повраћај соларне енергије продате назад у мрежу под државно правило нето мерења. Према новим правилима, месечна накнада за услуге наметнута потрошачима Nevada Power-а који производе соларну енергију на крову порасла је са 12,75 долара на 17,90 долара, а требало је да порасте на 38,51 долара до 1. јануара 2020.; истовремено, стопе дате потрошачима соларне производње на крововима за њихов вишак соларне енергије такође су враћене и наставиће да опадају током следеће четири године. Као резултат, SolarCity је елиминисао више од 550 радних места у Невади.

#### Смањење радне снаге
Током 2015. године број запослених је порастао за 69%; на крају 2015. године, SolarCity је имао 15.273 запослених. Да би сачувао готовину, SolarCity је 2016. елиминисао 20% своје укупне радне снаге, а на крају 2016. имао је 12.243 запослених. Ово је био први пут у историји компаније да је смањила радну снагу.
Укидање радних места је утицало на раднике у целој компанији: 22% послова је укинуто у операцијама, инсталацијама и производњи, а 27% у продаји и маркетингу. У августу 2016, компанија је објавила да планира да преузме до 5 милиона долара трошкова како би покрила планирана отпуштања. Компанија је такође смањила плате своја два суоснивача са 275.000 долара на 1 долар годишње.

#### Куповина од странеTesla, Inc.
Тесла је 1. августа 2016. објавио (у заједничкој изјави са SolarCity-јем) да ће купити компанију у трансакцији од 2,6 милијарди долара. Теслина мисија од свог настанка била је „да убрза прелазак света на одрживу енергију“. Као део „Тајног мастер плана Тесла Моторс“ Илона Маска, Тесла је настојала да убрза прелазак света са економије рударења и сагоревања угљоводоника на економију соларне електричне енергије. У саопштењу се наводи (као предности аквизиције) оперативне и трошковне синергије, као и интегрисани производи. Предлог за куповину је одобрен од стране антимонополских регулатора.
Више од 85% неповезаних акционара (повезани акционари су они који имају извршне позиције у било којој компанији) из Тесле и SolarCity-ја гласало је за одобрење куповине 17. новембра 2016. године, што је омогућило да се аквизиција затвори на 21. новембра 2016. године.
Неки инвеститори су критиковали споразум, назвавши га „погрешним покушајем да се спасу две компаније које зависе од инвеститора и владе за готовину.“  У току је судски спор против Маска и Теслиног одбора директора, наводећи „да су преплатили за SolarCity, игнорисали сопствене сукобе интереса и пропустили да обелодане 'забрињавајуће чињенице' битне за рационалну анализу предложеног договора."
У априлу 2017. године, директор политике SolarCity-а, Џон Велингхоф, напустио је SolarCity. У јуну 2017. Линдон Рајв је напустио SolarCity, а и Питер Рајв је отишао убрзо након тога. Гигафабрика 2 (Гига Њујорк) отворена је у Бафалу крајем августа 2017. године. Теслин удео на тржишту соларних панела опада, што је навело компанију да смањи своју продајну снагу. Приходи од Теслиних операција производње и складиштења енергије од јануара до септембра пали су за 7% у односу на годину раније на 1,1 милијарду долара.

### Производи и услуге

#### Комерцијални соларни панели
У мају 2008. SolarCity је завршио оно што је у то време била највећа комерцијална соларна инсталација у Сан Хозеу, на северном кампусу eBay-а; у јулу 2008, SolarCity је завршио оно што је у то време била највећа комерцијална соларна инсталација у Сан Франциску, за британске дистрибутере аутомобила, која се састојала од 1.606 соларних фотонапонских панела. SolarCity је увео додатне опције финансирања за предузећа 2009. године и изградио више соларних пројеката за друге велике организације укључујући Walmart, Интел, и америчку војску. Године 2013. компанија је основала GivePower као непрофитну грану свог соларног пословања, која је независно предузеће.

#### Технологија инсталације
SolarCity је користио власнички хардвер за монтажу који се „закопчава“ на крововима елиминишући потребу за шинама, и користио је лајсне да сакрије ивице хардвера и панела. SolarCity је набавио технологију монтаже када је купио Zep Solar 2013. Систем „без шина“ је омогућио инсталатерима да инсталирају соларне панеле на кров брже од других приступа инсталацији. Традиционално, инсталација соларних панела је захтевала од радника да прво опреме кровове монтажним шинама, а затим причврсте соларне панеле на те шине. Tesla Energy наставља да користи технологију за своје инсталације соларних панела.

#### Процене енергетске ефикасности и накнадна опрема
Године 2010. SolarCity је купио Building Solutions, фирму за ревизију енергије у кући, и почео да нуди процене енергетске ефикасности и надоградње. SolarCity је сарађивао са Admiral's Bank of Boston у марту 2012. како би омогућио нови зајам за финансирање побољшања енергетске ефикасности и проширио своје услуге енергетске ефикасности на источну обалу.

#### Пуњачи за електрична возила
Године 2009. SolarCity је ушао у посао пуњења електричних аутомобила куповином SolSource Energy бизниса компаније Clean Fuel Connections, Inc. Године 2011. SolarCity је најавио партнерство са Rabobank како би омогућио бесплатно пуњење електричних аутомобила власницима Тесла Роадстер аутомобила који путују на америчком путу 101 у Калифорнији између Сан Франциска и Лос Анђелеса. Тесла је 2012. самостално почео да поставља сопствене Supercharger станице.

#### ПројекатSolarStrong
SolarStrong је био петогодишњи план компаније SolarCity да изгради више од милијарду долара у соларним фотонапонским пројектима за приватизоване војне стамбене заједнице широм Сједињених Држава. Најављено је крајем 2011. године.
SolarStrong спроводи SolarCity у сарадњи са Land Lease Group која укључује 124 војне базе у 33 државе. Финансирање је договорено са  Bank of America Merrill Lynch, USRG Renewable Finance и U.S. Bancorp. Имао је делимичну гаранцију савезног зајма од 344 милиона долара кроз Партнерски програм финансијских институција Министарства енергетике САД; међутим, гаранција је повучена након почетка имплементације пројекта.
Пројекат је започео 2011. године развојем заједничке базе Pearl Harbor–Hickam на Хавајима, а затим и ваздушне базе Davis–Monthan у Аризони. У 2012, пројекат је настављен са ваздушном базом Лос Анђелес у Калифорнији и базом ваздухопловства Peterson и базом ваздухопловних снага Schriever у Колораду.

#### Складиште енергије
SolarCity је 2016. године покренуо пилот пројекат тестирања ресурса резервне копије мреже инсталирањем софтвера GridLogic и Tesla Powerall батерија од 10 киловат-часова у 500 домова у Калифорнији. Овај концепт је такође тестиран у Вермонту.

### Пројекат Гига Њујорк
У 2014. години, SolarCity је најавио планове за изградњу новог производног погона (сада познатог као Гига фабрика 2) у Бафалу, држави Њујорк, у координацији са Политехничким институтом СУНИ након куповине Silevo, произвођача високоефикасних соларних модула. Почетни производни комплекс би био објекат од 110.000 m² који би коштао 900 милиона долара и запошљавао 1.500 радника у Бафалу и 5.000 широм државе. Са планираним капацитетом од једног гигавата соларних панела годишње до 2019. године, нова електрана би била највећа соларна електрана у САД. Почетак рада на пројекту обављен је у септембру 2014. године са циљаним датумом завршетка почетком 2016. године.
Објекат би био највећи те врсте на западној хемисфери. Panasonic је требало да води производњу у фабрици у Бафалу, улажући 256 милиона долара. Panasonic и SolarCity/Silevo развијају сличну, али донекле другачију ХИТ технологију, а Panasonic се нада да ће користити SolarCity-јеве 6-инчне (150 мм) плочице које комбинују технологије две компаније са ефикасношћу од 22%. SolarCity очекује да ће потражња надмашити производњу у Бафалу од 10.000 соларних панела дневно и купује соларну опрему од других произвођача док се не изгради још фабрика. SolarCity је морао да потроши 5 милијарди долара у наредној деценији на постројење и створи више од 1.460 директних радних места у производњи.
У фебруару 2016. године, извршни директор Линдон Рајв најавио је да ће због кашњења у снабдевању машинама за фабрику производња почети у лето 2017. године. Држава Њујорк поседује зграду и већину опреме, дајући је у закуп SolarCity-ју. Већина посла је завршена до новембра 2016. године, када је пројекат Buffalo Billion био под истрагом, што је одлагало државне исплате извођачима, али није утицало на напредак у завршетку изградње. SolarCity је почео да запошљава за објекат у децембру 2016. године.
Илон Маск је 2017. године најавио да ће производња Теслиних производа за соларне кровове бити премештена у погон у Бафалу крајем 2017. године. Објављено је да је од августа 2017. године почела производња соларних кровних плоча у објекту, а Тесла је очекивала да ће наставити да повећава производњу до краја године. До краја 2018. године објекат је запошљавао око 800 радника. Држава Њујорк захтевала је од компаније да запосли најмање 1.460 радника у постројењу до априла 2020. или се суочи са казном од 41,2 милиона долара, а у фебруару 2020. компанија је пријавила да има 1.500 радника у објекту. Panasonic је најавио да ће престати са радом у објекту у мају 2020. године.

### Тужбе и истраге

#### Buffalo Billion
Buffalo Billion је милијарду долара вредан програм администрације гувернера Њујорка Ендруа Куома за ревитализацију Бафала у Њујорку. Једна од главних карактеристика програма била је фабрика соларних панела коју ће SolarCity изнајмити у Иновационом центру за производњу високе технологије у РиверБенду. Држава је издвојила 750 милиона долара за финансирање тог чворишта. Према Daily Energy Insider, „Објекат ће имати један гигават годишњег соларног капацитета када достигне пуну производњу и очекује се да ће производити око 10.000 соларних панела дневно“.
Дана 29. априла 2016. тадашњи У.С. Адвокат Преет Бхарара (јужног округа Њујорка) започео је истрагу о државним грађевинским пројектима и уговорима, укључујући Buffalo Billion. SolarCity није био предмет или фокус истраге, и није био укључен у избор добављача или уговарање. SolarCity је рекао да сарађује са федералним агентима који су били у контакту са компанијом.
Према The New York Times-у, Buffalo Billion ће имати користи од „плетенице добро повезаних играча – укључујући програмере и честе донаторе гувернера – који су уживали у новцу Buffalo Billion“. Куомо је снажно бранио пројекат истичући да је дошло до смањења незапослености и повећања потрошње у области Бафало.
Тројица руководилаца који су радили за LPCiminelli Development суочила су се са оптужницом од 14 тачака за превару и мито и наводно намештање уговора о изградњи SolarCity RiverBend. Поред тога, још пет особа оптужено је за сродна кривична дела.
18. маја 2016. године, Контролни одбор јавних власти је одложио састанак на којем је требало да одобри 485 милиона долара нових средстава за СоларЦити. Парламент државе Њујорк планирао је да одобри буџет у априлу 2017. који би дао 500 милиона долара више у програм Buffalo Billion. Заузврат, законодавна власт је желела да администрација Куома стави више транспарентности у то како се новац троши.
У јулу 2018, четворица мушкараца осуђена су за намештање понуда за државне уговоре вредне стотине милиона долара, укључујући Buffalo Billion: Alain Kaloyeros, бивши шеф Политехничког института СУНИ; Steven Aiello и Joseph Gerardi, руководиоци COR Development Co., са седиштем у Сиракузи; и Louis Ciminelli, извршни директор у LPCiminelli Inc.

#### Истрага државног тужиоца Орегона
Дана 30. марта 2017, Тхе Орегониан је рекао да су Кампања за одговорност, група за заступање потрошача са седиштем у Вашингтону и друге групе затражиле од државног тужиоца Орегона Ellen Rosenblum да истражи праксе продаје соларних панела које су „смишљене да преваре власнике кућа да купе или изнајмљивање соларних панела“ што је у супротности са Законом о незаконитој трговинској пракси Орегона. Према The Oregonian-у, у захтеву Rosenblum-у „издвојена је једна компанија: SolarCity са седиштем у Калифорнији. У њему је наведено неколико притужби које су против соларног гиганта поднели Орегонци који су тврдили да су били заведени у вези са трошковима, пореским кредитима и уштедама енергије од стране компаније. „
Кампања за одговорност је прегледала 58 притужби које су потрошачи поднели Министарству правде Орегона и рекла да жалбе указују на „широко распрострањен образац очигледне преваре и злоупотребе од стране соларних компанија“. Удружење за индустрију соларне енергије Орегона је, међутим, саопштило да је испитало жалбе и „утврдило да су бројке релативно ниске – ниже од оних које наводи Кампања за одговорност“.
Истражитељи су утврдили да је SolarCity покушао да „превари систем“ тако што је надувао цену 14 комерцијалних соларних пројеката за више од 100% да би се квалификовао за веће државне пореске кредите. SolarCity и његов рачуновођа су морали да врате 13 милиона долара држави Орегон. Истрага је такође открила да су за неке пројекте достављени „лажни и обмањујући документи“, као и да је постојала шема подмићивања која је укључивала енергетског консултанта пројекта и менаџера државног одељења за енергетику. Један од добављача соларних панела компаније SolarCity запослио је затворенике у Федералном поправном заводу у Шеридану, Орегон, како би смањио трошкове.

#### ПројекатSolar by Degree
Компанија је укључена у случај у вези са Мартином Шаином (енг. Martin Shain), водећим енергетским консултантом у пројекту соларне енергије на два универзитета у Орегону. Шаин је оптужен за фалсификовање у округу Марион у августу 2016. Он је консултант компаније BacGen Technologies у Сијетлу, кључног играча у контроверзном пројекту „Solar by Degree“ вредном 24 милиона долара и оптужен је да је „направио лажну фактуру од измишљеног подизвођача који је био кључан у добијању скоро 12 милиона долара пореских кредита од Министарства енергетике Орегона“. Пројекат је почео 2013. године, а спонзорисао га је Универзитетски систем Орегон; хиљаде соларних панела, који производе милионе киловат сати енергије годишње, изграђено је на 21 хектару у кампусима Државног универзитета Орегон и Технолошког института Орегон у Кламат Фолсу.
Случај државе се врти око два документа, који укључују фактуру компаније Solar Foundations Systems од 25. фебруара 2011. и писмо из децембра 2011. које је потписао Рајан Дејвис, бивши шеф компаније RedCo, компаније са седиштем у Јути, која је била други програмер на пројекту. Према KOIN-TV-у, „Дејвисово писмо наводи да је 210.000 долара потрошено на пројекат и да изградња напредује.“  Фактура Solar Foundations-а садржи детаље о изградњи соларних низова. Рачун је био неопходан као доказ о раду на пројекту за добијање пореских кредита од државе. Пројекат "Solar by Degree" добио је пореске кредите, али се касније показало да компанија која је наведена на фактури, Solar Foundations, не постоји. Осим тога, Дејвис тврди да није написао нити је икада видео дотично писмо RedCo и да је његово име фалсификовано. Ослањајући се на ове доказе, држава тврди да је Шаин кривотворио оба документа. Шаин негира да је фактуру кривотворио и тврди да му је дао неко други укључен у пројекат. Укључени порески кредити су дати SolarCity-у, трећем учеснику у пројекту, заједно са његовим финансијским покровитељима. Према The Oregonian-у, „Ти спонзори обезбеђују унапред финансирање пројеката у замену за удео у приходима од пројекта и федералним и државним пореским кредитима, које могу да користе за компензацију сопствених пореза.“ Solar City је изјавио: „Ми смо финансирали и изградили пројекте у складу са захтевима Министарства енергетике Орегона.“ Компанија тврди да је држава ангажовала Шаина, а да није имала сазнања о лажним документима у питању, иначе не би наставила са тим подухватом.

#### Упити Министарства финансија
У 2012. години, Министарство финансија је започело истражне интервјуе соларних компанија у вези са њиховим калкулацијама фер тржишне вредности за изграђене системе соларне енергије. Пореска управа тек треба да утврди да ли су ове вредности надуване или не. У федералном поднеску из 2016. године, SolarCity је написао: „Ако би Служба унутрашњих прихода или Министарство финансија САД уложили приговор на износе за које смо тврдили да су превисоке у односу на фер тржишну вредност на таквим системима, то би могло имати материјално негативан утицај на наше пословање , финансијско стање и изгледи“. Фирма је, међутим, изјавила да су њене вредности тачне и да је у складу са смерницама Министарства финансија. Ако се Министарство финансија или пореска управа не слажу, SolarCity и друге фирме би могле бити принуђене да надокнаде институције које купују њихове пореске кредите као инвестиције.
SolarCity је примио око 501,2 милиона долара кредита до 31. децембра 2015. У годишњем извештају SolarCity-ја за 2015. наведен је напомена у којој се наводи да ако влада утврди да су дате лажне изјаве, „Министарство правде може покренути грађанску тужбу за враћање износа за које верује да су непрописно нам плаћено“.

#### Судски спорови купаца
Од 2006. године, SolarCity је смањио минимални ФИЦО резултат потребан за клијенте да би добили уговоре о лизингу. Користи резултат од 650 („поштен“ кредитни рејтинг) као граничну вредност. Међутим, између 2014. и 2017. године, SolarCity је потписао дугорочне уговоре о закупу са најмање 14 клијената власника станова непосредно пре него што су купци платили своје хипотеке. Предузеће је именовано у 139 парница у којима је тужени у судским поступцима по основу „тужбе за одузимање стана“.
У свом одговору, SolarCity је у изјави за The New York Times рекао: „Од више од 305.000 инсталираних купаца, SolarCity је тренутно укључен у 139 таквих поступака. Парница није контрадикторна – именовање у поступку заплене даје нам унапред обавештење да треба да поново доделимо уговор, а многи се одмах решавају са релевантном банком.“

#### Истрага о отказивању купаца
Комисија за хартије од вредности (СЕЦ) почела је да истражује Sunrun и SolarCity у мају 2017. и истраживала је да ли су на адекватан начин објавили отказане уговоре. „Неки купци кажу да су отказали уговоре након што су се снажно укључили у послове соларне енергије“, а било је на стотине притужби државним тужиоцима.
Савезна влада истражује да ли соларне компаније "маскирају колико купаца губе". СЕЦ је укључен јер „инвеститори користе ту метрику отказивања као један од начина да процене здравље компанија“. Према Wall Street Journal-у, „Да би генерисале посао, соларне компаније су се дуго ослањале на хиљаде продаваца који куцају на врата, упућују стотине хладних позива, па чак и прате људе док купују у продавцима као што је Home Depot Inc., према речима продаваца, руководиоци и власници кућа.“
Неки купци кажу да су били насилно приморани да купују соларне системе од стране представника продаје који су им претили тужбом ако не наставе са пројектом или да им ставе такозвано заложно право на њихове домове – мера која се користи да се власник куће обавеже да плати пројекат побољшања куће. Други кажу да нису схватили да су заиста потписали уговоре.

#### FCCприма жалбе на радио сметње
SolarCity је инсталирао SolarEdge инверторске системе са врстом DC-DC претварача који се зове оптимизатор. Ови системи изазивају радио сметње као што је документовано у часопису KST из априла 2016, публикацији ARRL.

#### Савезно поравнање за оптужбе о кршењу Закона о лажним потраживањима
У септембру 2017. године, као део правног поравнања са савезном владом, SolarCity је пристао да плати казну од 29,5 милиона долара у вези са оптужбама да је компанија преувеличала трошкове објеката које је развила и поднела потраживања према Америчком закону о опоравку и реинвестирању из 2009. представљало би кршење Закона о лажним потраживањима. SolarCity је одустао од тужбе Sequoia Pacific Solar I, LLC против Сједињених Држава—у којој је компанија тврдила да јој савезна влада дугује више новца—као део нагодбе.
Као део нагодбе, компанија је пристала да „ослободи сва нерешена и будућа потраживања против САД за додатна плаћања из програма грантова“. Тим потезом је окончана петогодишња истрага.

#### Вермонт пројекти без одобрења
У јуну 2017. Одбор за јавне службе Вермонта открио је да SolarCity имплементира соларне пројекте у Вермонту без одобрења које је прописано законом. Према јавном радију Вермонта, председник Одбора јавних служби Ентони Ројсман послао је писмо SolarCity-ју упозоравајући компанију да треба да добије регулаторно одобрење пре него што инсталира опрему за соларну производњу и прикључи је на државну електричну мрежу. Роисман је написао: „Током протеклих неколико месеци, моја канцеларија је приметила образац процедуралних проблема са апликацијама за мерење мреже које је спроводила ваша компанија.“ Званичници компаније су брзо одговорили на проблем.

#### Лажни обим продаје
У јулу 2018. године, три бивша запослена су поднела тужбу против SolarCity-ја, наводећи да је корпорација одобрила креирање „лажних продајних налога“, што је резултирало „неразумно високом проценом SolarCity-ја“ за инвеститоре. Након што су наводно обавестили менаџмент, укључујући извршног директора Илона Маска, о овим инцидентима, запослени су наводно отпуштени, што је, како тврде, у супротности са законима о заштити узбуњивача у Калифорнији. Портпарол Тесле је демантовао ове наводе. 5. јуна 2020. случај је одбачен са предрасудама.

#### Валмарт тужба и пројекат Титан
SolarCity је инсталирао и управља соларним панелима на крововима више од 240 Валмарт продавница. Валмарт је 21. августа 2019. поднео тужбу против Тесле, тражећи надокнаду милионске штете и ослобађање од уговора, тврдећи да су пожари на крововима седам од тих продавница од 2012. изазвани „немарном инсталацијом и одржавањем SolarCity“. 
Дана 5. новембра 2019. године објављено је да је Волмарт (енг. Walmart Inc) пристао да реши свој правни спор оптужујући Теслу за немар у постављању соларних панела на стотине својих продавница, што је резултирало најмање седам пожара. У заједничком саопштењу Тесле наводи се да су компаније рекле да су „задовољне што су решиле проблеме које је покренуо Волмарт“ у вези са инсталацијама и да се радују „безбедном поновном пуњењу наших система одрживе енергије“. Волмарт је 20. августа тужио Теслу због кршења уговора пред државним судом у Њујорку на Менхетну, тражећи да се његови соларни панели уклоне из више од 240 продавница. Валмарт је оптужио Теслу за „распрострањен, систематски немар“ и игнорисање разборитих индустријских пракси ослањајући се на необучено и ненадгледано особље да инсталира и одржава своје панеле, и дајући предност брзини и профиту у односу на сигурност. Услови поравнања нису објављени. Волмарт није имао непосредан додатни коментар. Тесла и њени адвокати нису одмах одговорили на захтеве за коментар.
Отприлике на почетку тужбе, откривено је да је Тесла покренуо тајни програм, назван Пројекат Титан, за „замену делова соларних панела који би могли да изазову пожаре“ још прошлог лета. Из перспективе ресурса, Пројекат Титан је укључивао „наручивање залиха укључујући мердевине и каишеве за алате и слање посаде широм Сједињених Држава“ у отприлике 50 градова, као и замене за специфичне делове за које се верује да изазивају пожар: Amphenol H4 конекторе и SolarEdge оптимизаторе.

### Пројекат провере и равнотеже
SolarCity индиректно финансира политичко заговарачку групу познату као Пројекат провере и равнотеже. Пројекат је критиковао изабране чланове Комисије Arizona Corporation (регулаторно тело које надгледа електричну енергију и комуналне услуге у Аризони) због тога што су превише добро повезани са комуналним предузећима. Пројекат провера и равнотеже поднео је неколико захтева за јавну евиденцију од Комисије Аризоне корпорације. У јулу 2016. године, Федерални истражни биро је интервјуисао шефа Одељења за проверу и равнотежу у оквиру веће кривичне истраге о финансирању одређених трка у Аризони у целој држави 2014. године.

### Пројектно финансирање и Гугл фонд
SolarCity сарађује са банкама, великим корпорацијама и тржиштем заштићеним средствима како би створио фондове за финансирање пројеката за финансирање опција уговора о закупу и куповини електричне енергије. Међу познатијим финансијским партнерствима компаније SolarCity био је фонд од 280 милиона долара који је креиран са Гуглом (енг. Google) за финансирање стамбених соларних инсталација у јуну 2011. Гугл  фонд је био највећи фонд те врсте у САД и највећа Гуглова инвестиција у чисту енергију.

### Организација трговине и сарадња
Компанија је један од оснивача Алијансе за соларни избор, или ТАСЦ, која је организација за трговину соларном енергијом на крову фотонапонских електрана.

#### Сарадња коју финансира влада
Иницијатива SunShot је национални напор да се подржи усвајање соларне енергије како би соларна енергија постала приступачна за све Американце. Њиме управља Канцеларија за технологије соларне енергије америчког Министарства енергетике и финансира пројекте истраживања, развоја, демонстрације и примене. То је сарадња приватних компанија, универзитета, државних и локалних власти, непрофитних организација, као и националних лабораторија. Програм је почео 2011. године са почетним циљем да соларна енергија буде конкурентна традиционалним облицима електричне енергије до 2020. До 2016. године програм је постигао 70% напретка ка циљу 2020.
У буџету Конгреса за фискалну 2012. програму је додељено 457 милиона долара. Према захтеву Министарства енергетике САД за издвајање за ту годину, „Програм такође подстиче системску интеграцију развијањем радикално нових приступа за смањење трошкова и побољшање поузданости и функционалности енергетске електронике и подржавањем развоја индустрије кроз стандарде за тестирање и евалуацију, као и алате за разумевање проблема интеграције мреже."
СоларЦити је био укључен у сарадњу са програмом заједно са Националном лабораторијом за обновљиву енергију Министарства за енергију и Hawaiian Electric Industries. Користећи средства владе и пореских обвезника, SolarCity је помогао 2.500 резиденцијалних купаца на Хавајима да повежу своје соларне системе на мрежу до краја децембра 2015. године.